# Curassanthura
Curassanthura es un género de crustáceo isópodo marino de la familia Leptanthuridae.

## Especies
- Curassanthura bermudensis Wägele & Brandt, 1985
- Curassanthura canariensis Wägele, 1985
- Curassanthura halma Kensley, 1981
- Curassanthura jamaicensis Kensley, 1992